# فيليبي سانشيز
فيليبي سانشيز (بالإسبانية: Felipe Sánchez Román y Gallifa )‏ (و. 1893 – 1956 م) هو سياسي، ومحامي، ومحامي، ووزير، وأستاذ متفرغ إسباني، ولد في مدريد، توفي في مدينة مكسيكو، عن عمر يناهز 63 عاماً.

## مناصب
تولى منصب Member of the Cortes republicanas ‏
.

## التعليم
تعلم في جامعة بلد الوليد
.